# Méréglise
Méréglise est une commune française située dans le département d'Eure-et-Loir, en région Centre-Val de Loire.

## Géographie

### Situation
Méréglise est située à 5 km d'Illiers-Combray, à 11 km de Brou, à 16 km de Thiron-Gardais, à 21 km de Courville-sur-Eure et à 30 km de Chartres.

Situation géographique
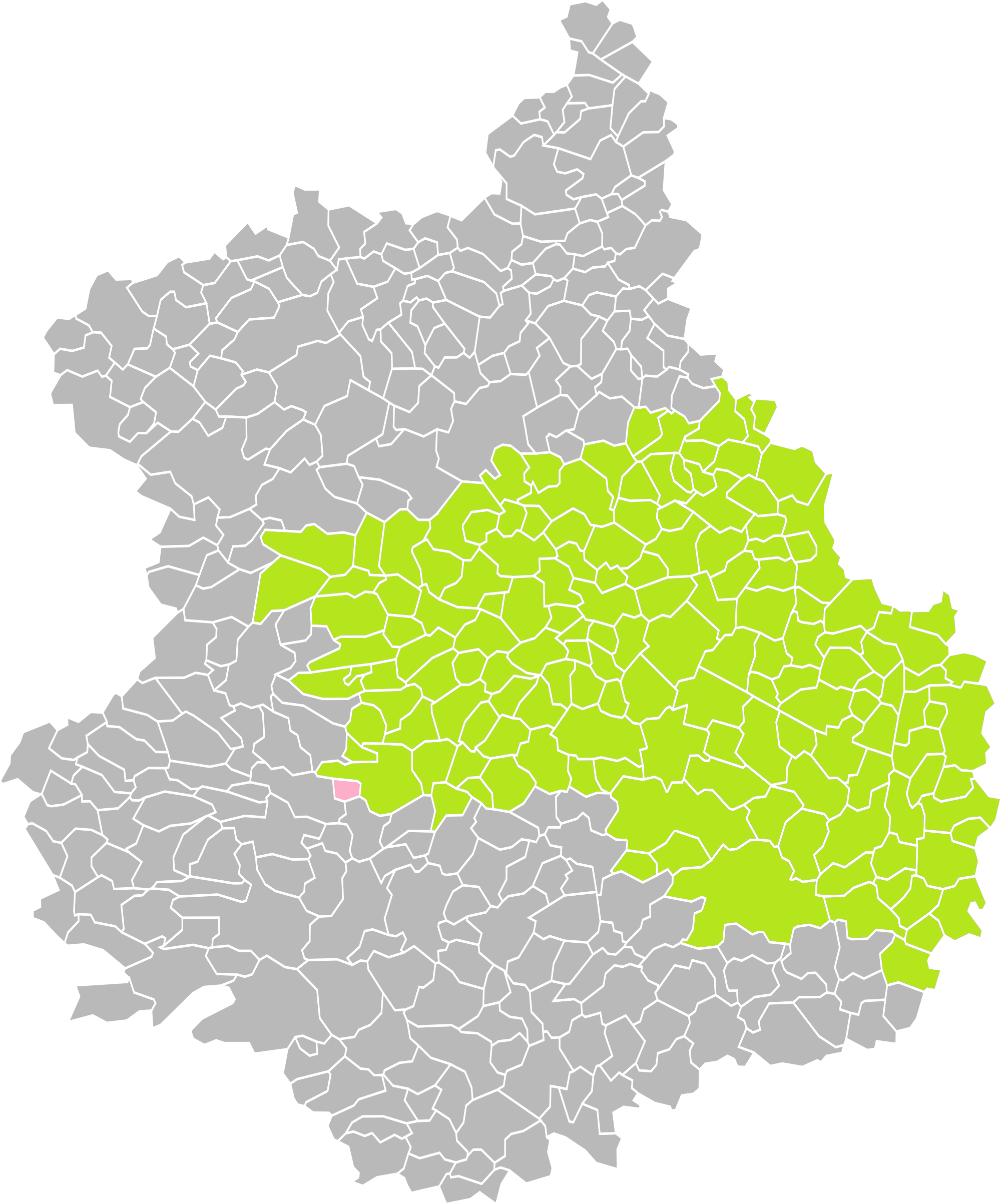
Méréglise dans son arrondissement.
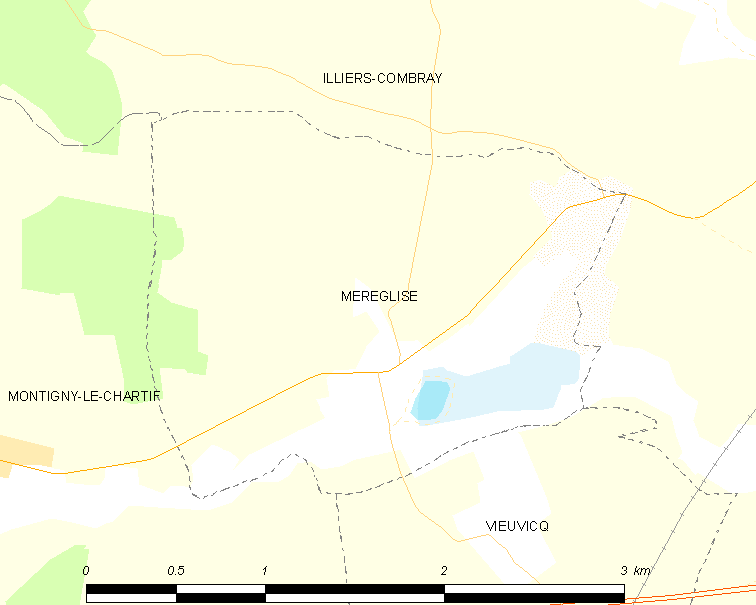
Carte de la commune de Méréglise.

### Communes limitrophes
|                     |           | Illiers-Combray |
| Montigny-le-Chartif | Méréglise |                 |
|                     | Vieuvicq  |                 |

### Hydrographie
La commune est traversée par la rivière la Thironne, affluent en rive droite du Loir, lui-même sous-affluent de la Loire par la Sarthe et la Maine.

### Climat
Pour des articles plus généraux, voir Climat du Centre-Val de Loire et Climat d'Eure-et-Loir.
En 2010, le climat de la commune est de type climat océanique dégradé des plaines du Centre et du Nord, selon une étude du CNRS s'appuyant sur une série de données couvrant la période 1971-2000. En 2020, Météo-France publie une typologie des climats de la France métropolitaine dans laquelle la commune est exposée à un climat océanique altéré et est dans une zone de transition entre les régions climatiques « Sud-ouest du bassin Parisien » et « Moyenne vallée de la Loire ». 
Pour la période 1971-2000, la température annuelle moyenne est de 10,6 °C, avec une amplitude thermique annuelle de 14,8 °C. Le cumul annuel moyen de précipitations est de 650 mm, avec 11 jours de précipitations en janvier et 7,6 jours en juillet. Pour la période 1991-2020, la température moyenne annuelle observée sur la station météorologique de Météo-France la plus proche, sur la commune de Blandainville à 8 km à vol d'oiseau, est de 11,2 °C et le cumul annuel moyen de précipitations est de 626,2 mm,. Pour l'avenir, les paramètres climatiques de la commune estimés pour 2050 selon différents scénarios d'émission de gaz à effet de serre sont consultables sur un site dédié publié par Météo-France en novembre 2022.

## Urbanisme

### Typologie
Au 1er janvier 2024, Méréglise est catégorisée commune rurale à habitat dispersé, selon la nouvelle grille communale de densité à 7 niveaux définie par l'Insee en 2022.
Elle est située hors unité urbaine. Par ailleurs la commune fait partie de l'aire d'attraction de Chartres, dont elle est une commune de la couronne,. Cette aire, qui regroupe 117 communes, est catégorisée dans les aires de 50 000 à moins de 200 000 habitants,.

### Occupation des sols
L'occupation des sols de la commune, telle qu'elle ressort de la base de données européenne d’occupation biophysique des sols Corine Land Cover (CLC), est marquée par l'importance des territoires agricoles (92 % en 2018), une proportion identique à celle de 1990 (92 %). La répartition détaillée en 2018 est la suivante : 
terres arables (64,2 %), zones agricoles hétérogènes (19,6 %), prairies (8,3 %), eaux continentales (5,7 %), forêts (2,3 %). L'évolution de l’occupation des sols de la commune et de ses infrastructures peut être observée sur les différentes représentations cartographiques du territoire : la carte de Cassini (XVIIIe siècle), la carte d'état-major (1820-1866) et les cartes ou photos aériennes de l'IGN pour la période actuelle (1950 à aujourd'hui).

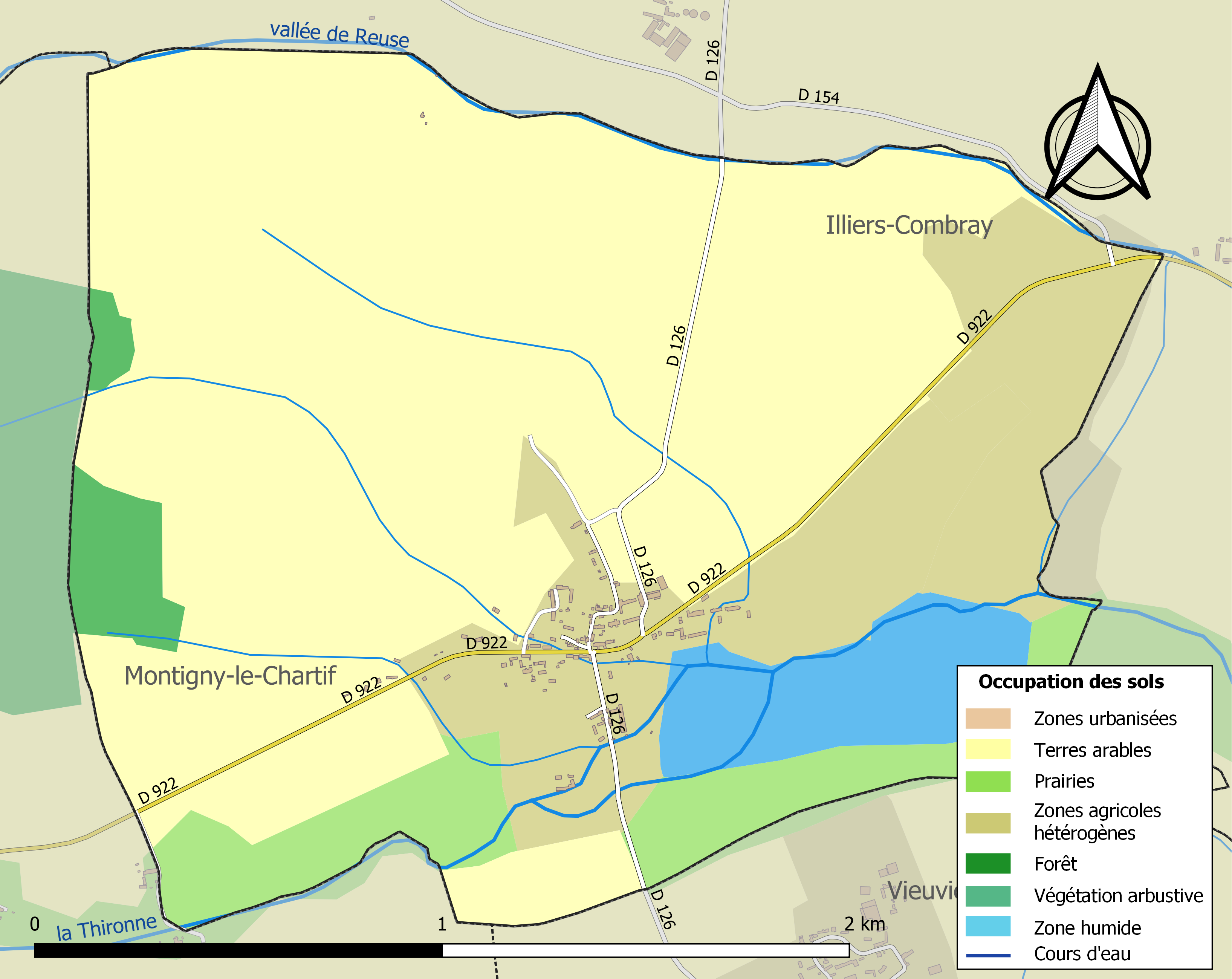
Carte des infrastructures et de l'occupation des sols de la commune en 2018 (CLC).

### Risques majeurs
Le territoire de la commune de Méréglise est vulnérable à différents aléas naturels : météorologiques (tempête, orage, neige, grand froid, canicule ou sécheresse), inondationset séisme (sismicité très faible). Il est également exposé à un risque technologique, le transport de matières dangereuses. Un site publié par le BRGM permet d'évaluer simplement et rapidement les risques d'un bien localisé soit par son adresse soit par le numéro de sa parcelle.

#### Risques naturels
Certaines parties du territoire communal sont susceptibles d’être affectées par le risque d’inondation par débordement de cours d'eau, notamment le Thironne et la Vallée de Reuse. La commune a été reconnue en état de catastrophe naturelle au titre des dommages causés par les inondations et coulées de boue survenues en 1999,.

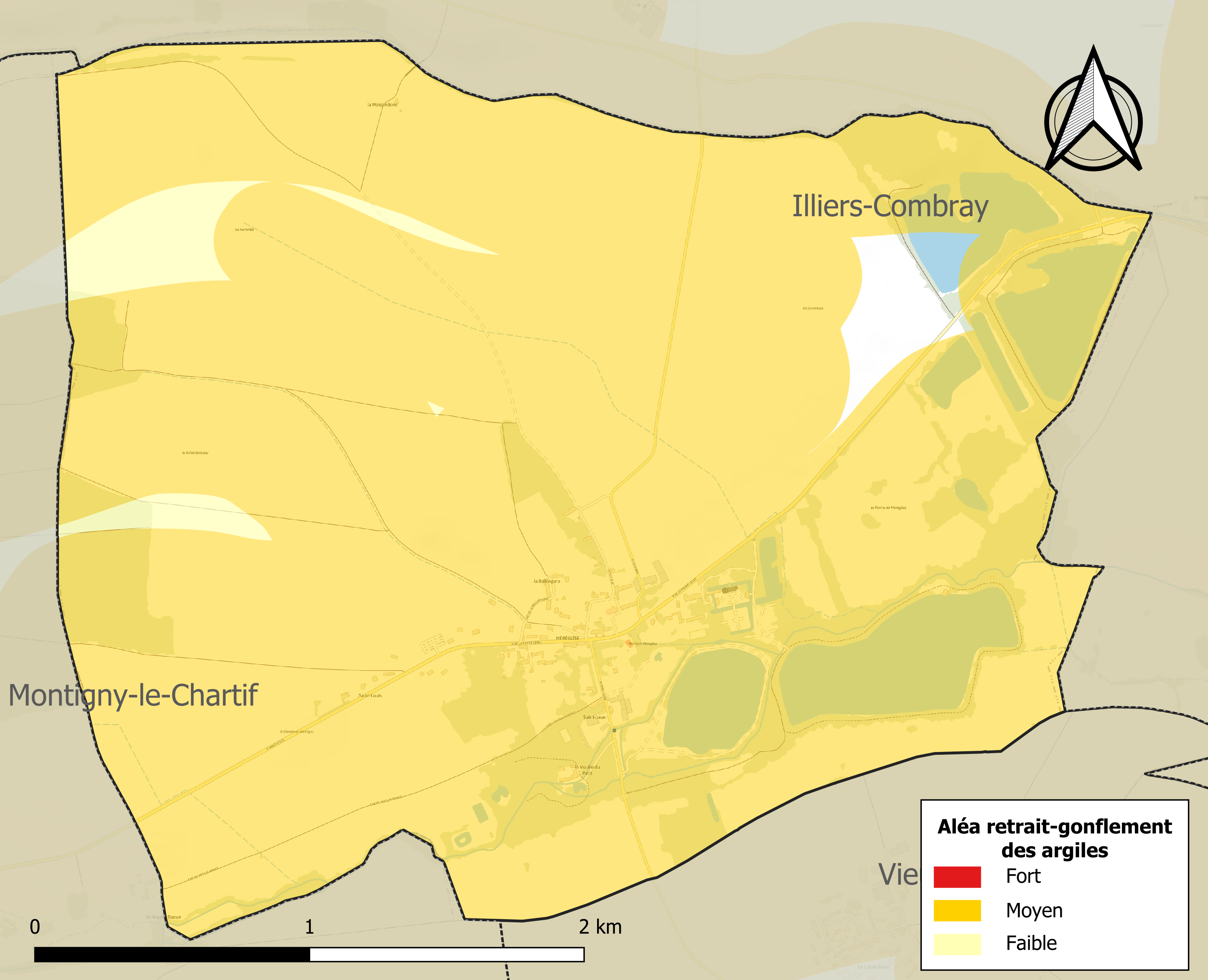
Carte des zones d'aléa retrait-gonflement des sols argileux de Méréglise.

Le retrait-gonflement des sols argileux est susceptible d'engendrer des dommages importants aux bâtiments en cas d’alternance de périodes de sécheresse et de pluie. 95,3 % de la superficie communale est en aléa moyen ou fort (52,8 % au niveau départemental et 48,5 % au niveau national). Sur les 49 bâtiments dénombrés sur la commune en 2019, 49 sont en aléa moyen ou fort, soit 100 %, à comparer aux 70 % au niveau départemental et 54 % au niveau national. Une cartographie de l'exposition du territoire national au retrait gonflement des sols argileux est disponible sur le site du BRGM,.
Concernant les mouvements de terrains, la commune a été reconnue en état de catastrophe naturelle au titre des dommages causés par des mouvements de terrain en 1999.

#### Risques technologiques
Le risque de transport de matières dangereuses sur la commune est lié à sa traversée par des infrastructures routières ou ferroviaires importantes ou la présence d'une canalisation de transport d'hydrocarbures. Un accident se produisant sur de telles infrastructures est en effet susceptible d’avoir des effets graves au bâti ou aux personnes jusqu’à 350 m, selon la nature du matériau transporté. Des dispositions d’urbanisme peuvent être préconisées en conséquence.

## Toponymie
Attestée sous la forme Mater ecclesia en 1250[réf. nécessaire].
Sans doute une « église qui en a fondé d'autres » ou, plus probablement, une « église qui avait des annexes ».

## Histoire

### Révolution française et Empire
Méréglise a été renommée Reusse en l'an 2.

### Époque contemporaine

#### XXesiècle
- Elle inspira à Marcel Proust le village de Méséglise dans À la recherche du temps perdu.
- Alain de Kerhorre y situe une partie de son roman paru en 1948,"Quand le grain est mort".
- Entre le 29 janvier 1939 et le 8 février, plus de 2 000 réfugiés espagnols fuyant l'effondrement de la république espagnole devant les troupes de Franco, arrivent en Eure-et-Loir. Devant l'insuffisance des structures d'accueil (le camp de Lucé et la prison de Châteaudun rouverte pour l’occasion), 53 villages sont mis à contribution[17], dont Méréglise[18]. Les réfugiés, essentiellement des femmes et des enfants (les hommes sont désarmés et retenus dans le sud de la France), sont soumis à une quarantaine stricte, vaccinés, le courrier est limité, le ravitaillement, s'il est peu varié et cuisiné à la française, est cependant assuré[19]. Une partie des réfugiés rentrent en Espagne, incités par le gouvernement français qui facilite les conditions du retour, mais en décembre, 922 ont préféré rester et sont rassemblés à Dreux et Lucé[20].

## Politique et administration

### Liste des maires

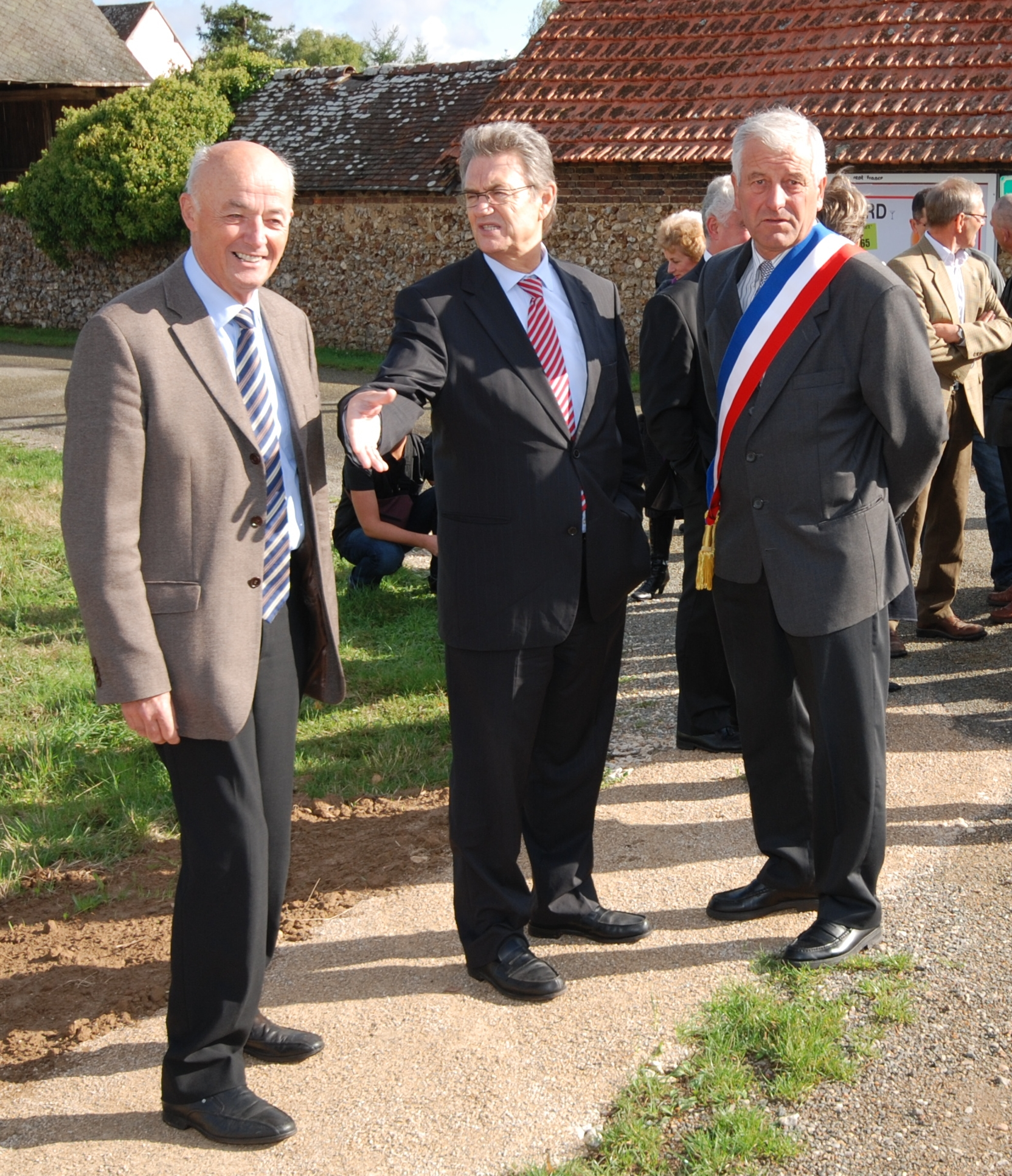
Gérard Huet à droite, ceint de son écharpe de Maire.

| Période                                  | Période  | Identité     | Étiquette | Qualité                                         |
| ---------------------------------------- | -------- | ------------ | --------- | ----------------------------------------------- |
| Les données manquantes sont à compléter. |          |              |           |                                                 |
| juin 1995                                | En cours | Gérard Huet, |           | Ancien artisan, commerçant ou chef d'entreprise |

## Population et société

### Démographie
L'évolution du nombre d'habitants est connue à travers les recensements de la population effectués dans la commune depuis 1793. Pour les communes de moins de 10 000 habitants, une enquête de recensement portant sur toute la population est réalisée tous les cinq ans, les populations de référence des années intermédiaires étant quant à elles estimées par interpolation ou extrapolation. Pour la commune, le premier recensement exhaustif entrant dans le cadre du nouveau dispositif a été réalisé en 2006.

En 2022, la commune comptait 106 habitants, en évolution de +4,95 % par rapport à 2016 (Eure-et-Loir : −0,23 %, France hors Mayotte : +2,11 %).
| 1793 | 1800 | 1806 | 1821 | 1831 | 1836 | 1841 | 1846 | 1851 |
| ---- | ---- | ---- | ---- | ---- | ---- | ---- | ---- | ---- |
| 130  | 134  | 146  | 115  | 137  | 152  | 163  | 176  | 191  |

| 1856 | 1861 | 1866 | 1872 | 1876 | 1881 | 1886 | 1891 | 1896 |
| ---- | ---- | ---- | ---- | ---- | ---- | ---- | ---- | ---- |
| 190  | 191  | 157  | 144  | 146  | 128  | 141  | 137  | 136  |

| 1901 | 1906 | 1911 | 1921 | 1926 | 1931 | 1936 | 1946 | 1954 |
| ---- | ---- | ---- | ---- | ---- | ---- | ---- | ---- | ---- |
| 144  | 146  | 123  | 118  | 123  | 108  | 106  | 120  | 114  |

| 1962 | 1968 | 1975 | 1982 | 1990 | 1999 | 2006 | 2011 | 2016 |
| ---- | ---- | ---- | ---- | ---- | ---- | ---- | ---- | ---- |
| 72   | 85   | 67   | 65   | 74   | 70   | 82   | 100  | 101  |

| 2021 | 2022 | - | - | - | - | - | - | - |
| ---- | ---- | - | - | - | - | - | - | - |
| 103  | 106  | - | - | - | - | - | - | - |

## Culture locale et patrimoine

### Lieux et monuments

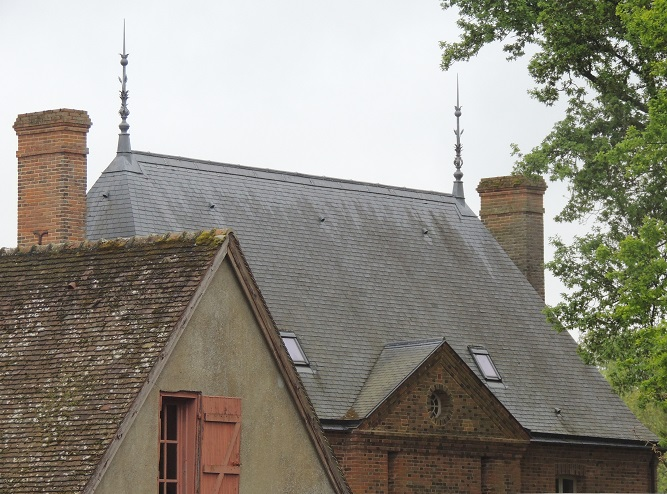
Le château.

#### Château
Le château est construit vers 1730,  Inscrit MH (2001, façades et toitures des deux châtelets, façades et toitures du corps de logis).

#### Autres lieux et monuments
- Église Notre-Dame.

Lieux et monuments
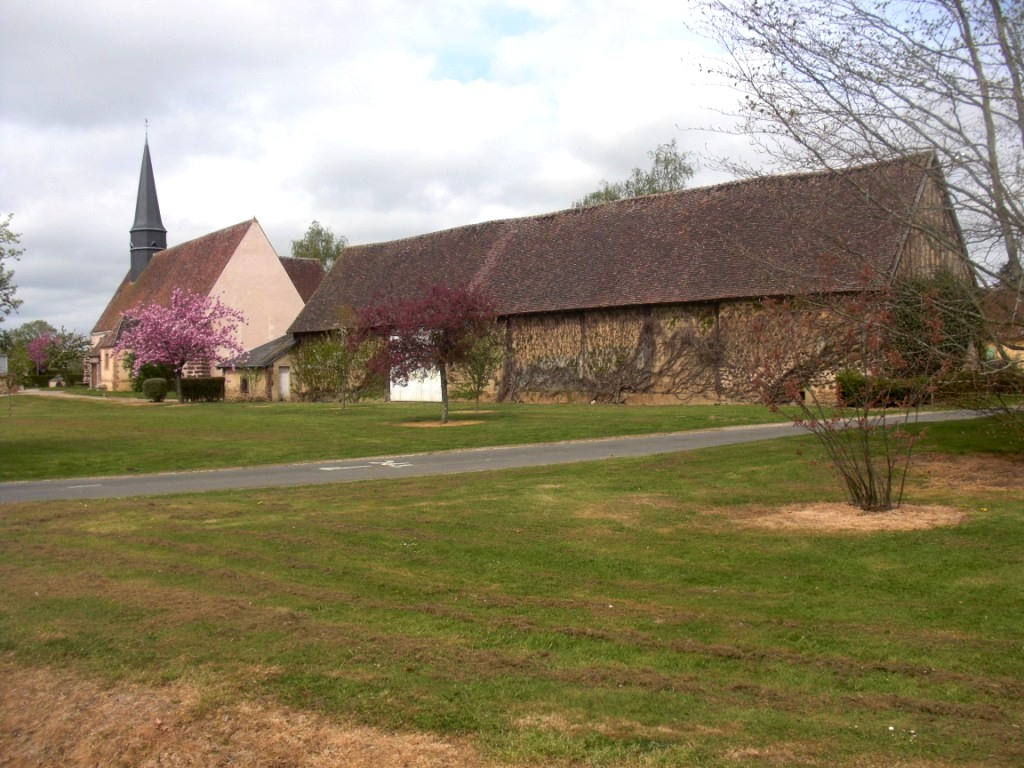
L'église Notre-Dame.
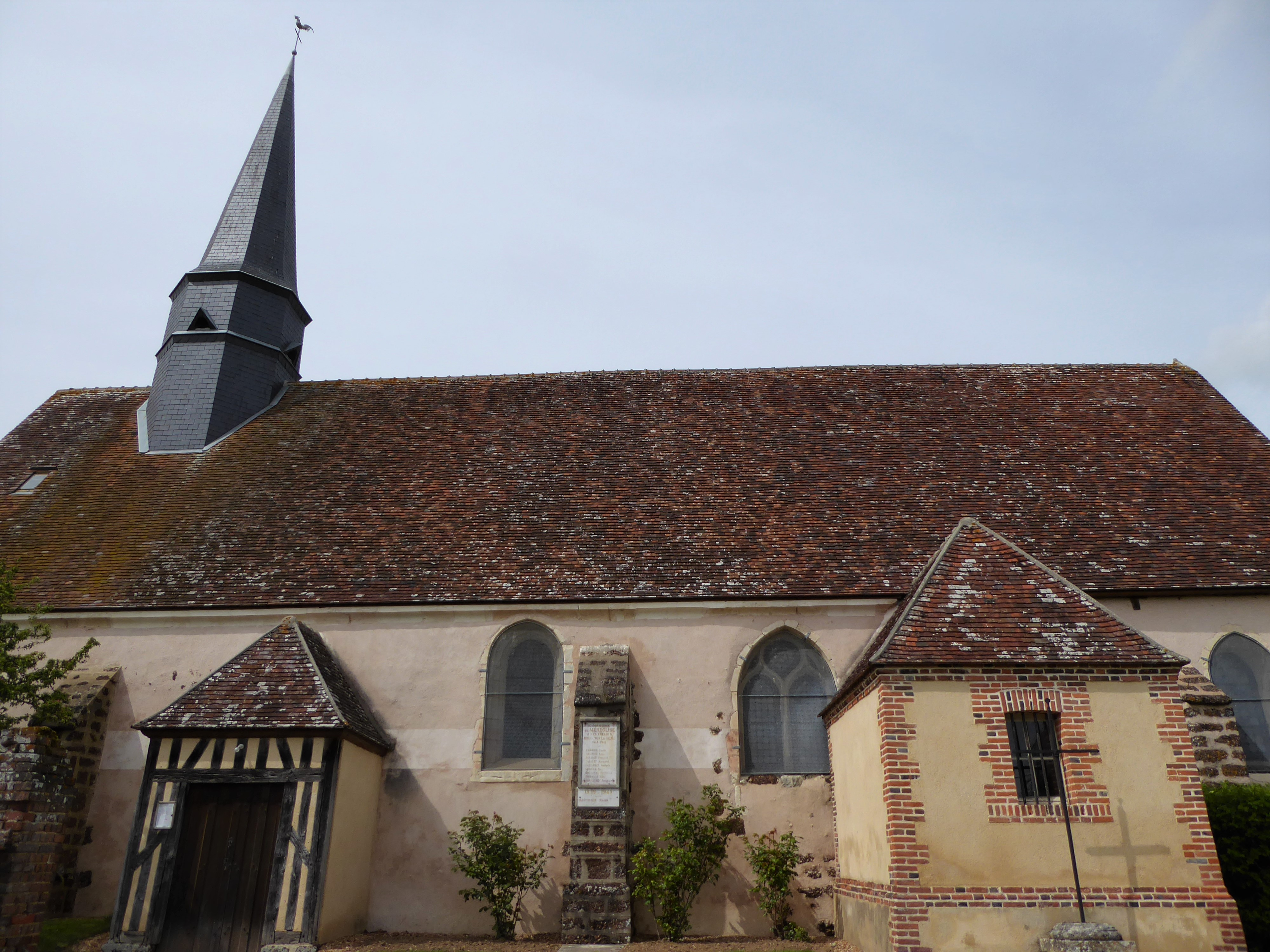
Mur sud de l'église et monument aux morts.
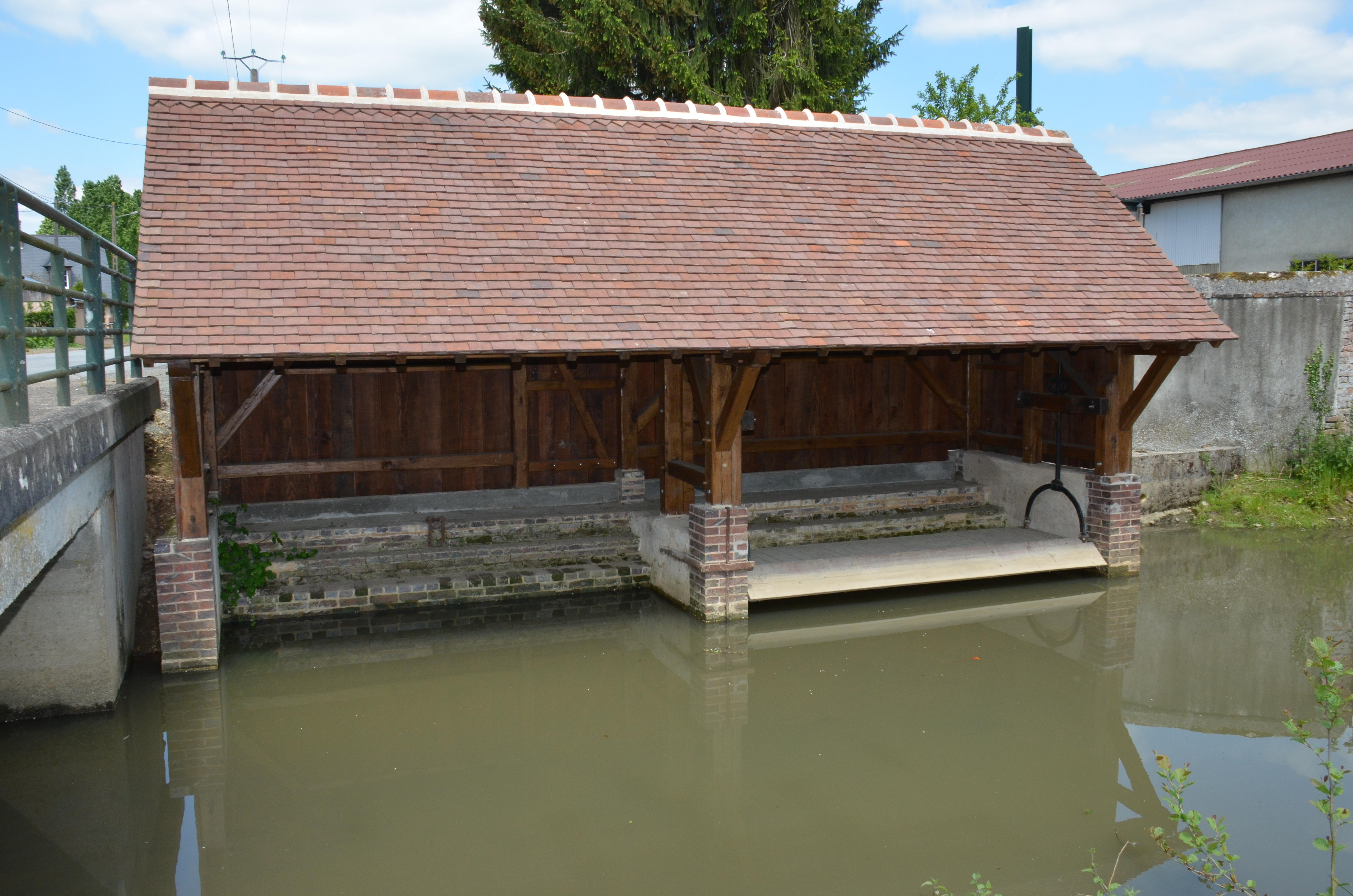
Le lavoir restauré.
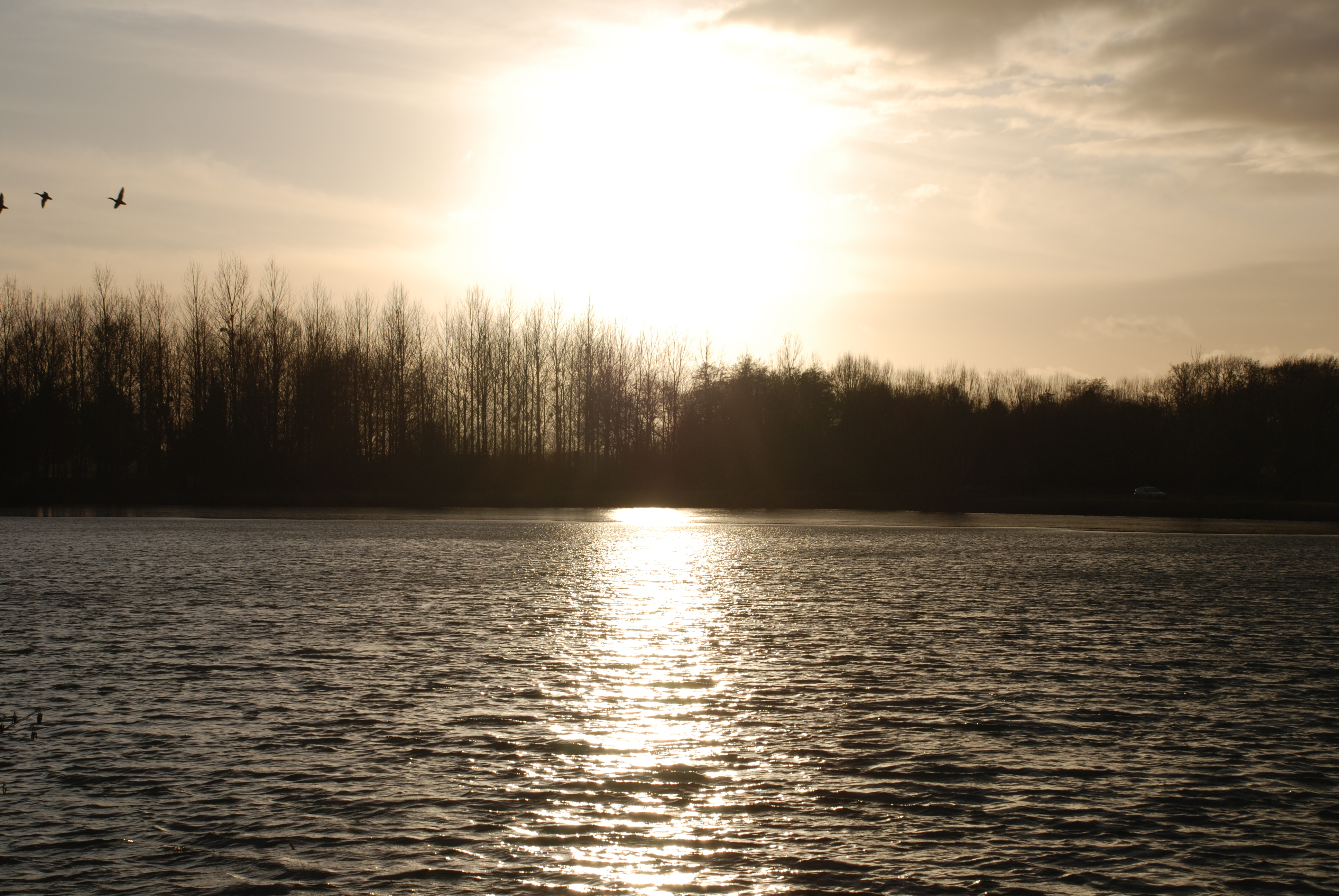
Étang Marcel Huart à Méréglise.
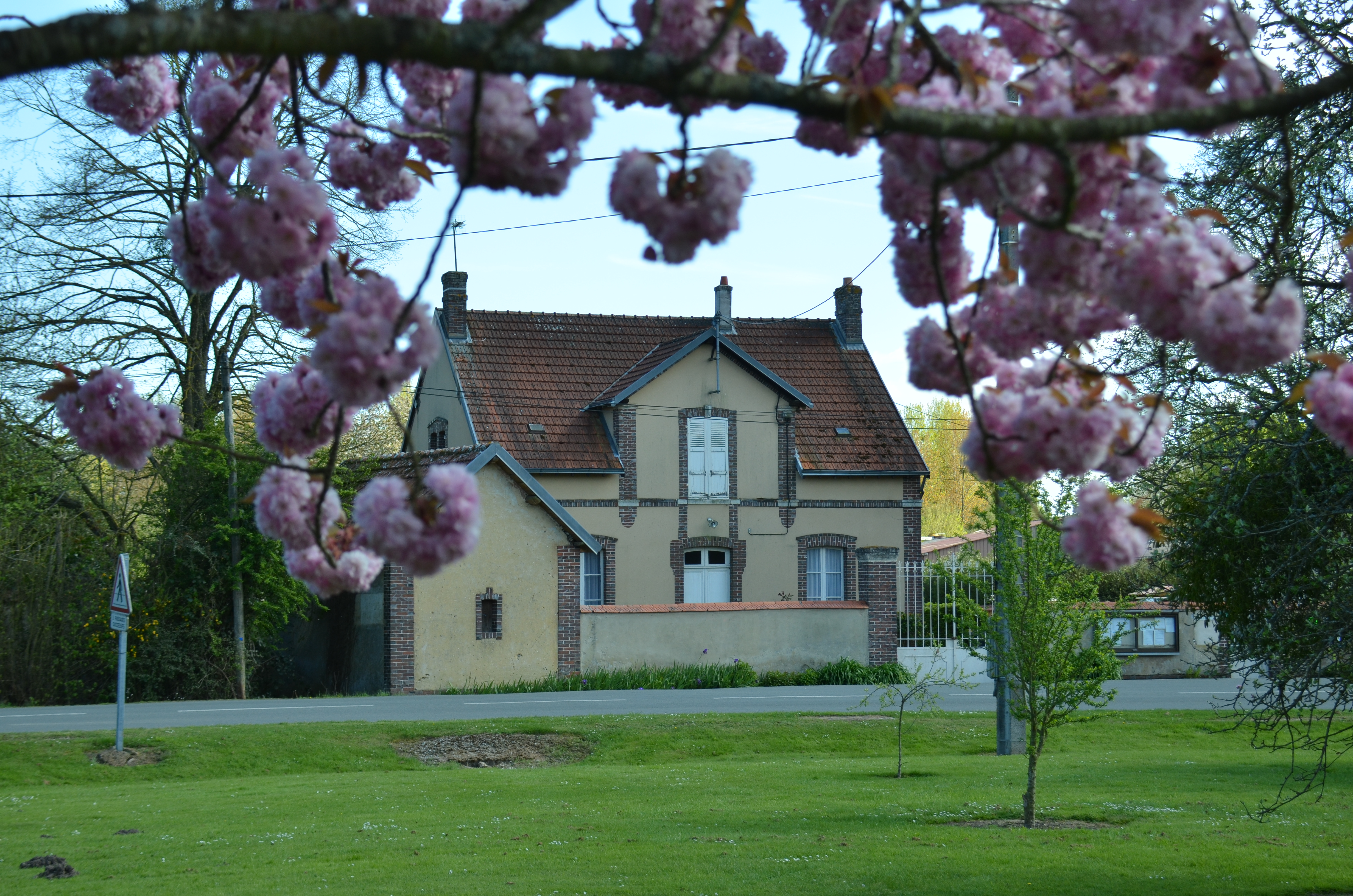
L'ancienne école, actuelle mairie.
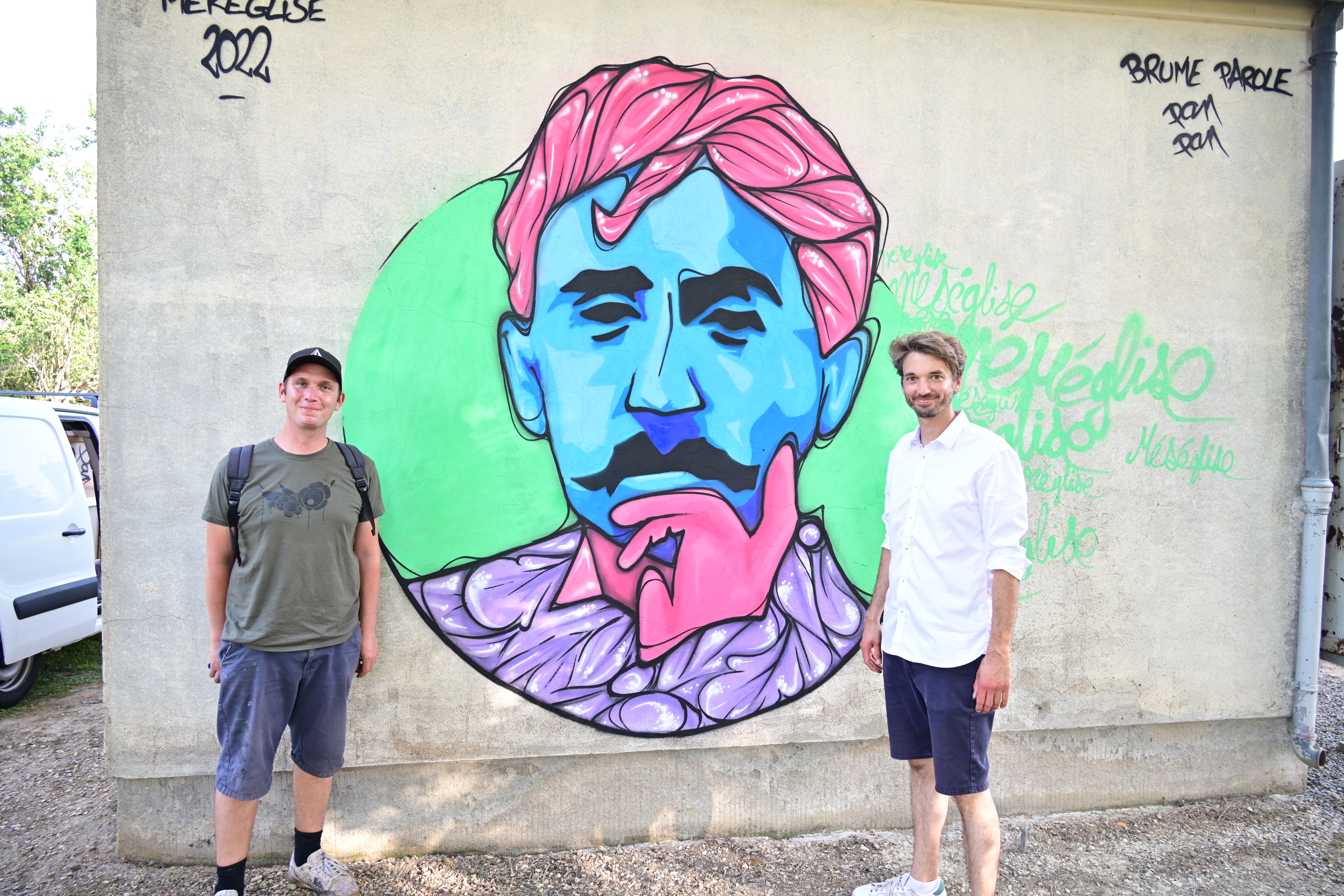
Portrait de Marcel Proust par l'artiste graffeur Pan Pan (à gauche) avec l'auteur-compositeur Brume Parole.

### Personnalités liées à la commune
- Marcel Proust (1871-1922), décrit dans Du côté de chez Swann Méréglise sous le nom de Méséglise. Le narrateur y fait une promenade.
- Claude Montana (1947-2024 ), styliste et couturier, a habité le château de Méréglise.

## Héraldique
| Blason de Méréglise | Blason  | Tiercé en pairle renversé: au 1) de sinople à une gerbe de blé d'or liée de gueules, au 2) d'argent à trois canettes de sable becquées et membrées de gueules, au 3) d'azur à la burelle ondée surmontée d'une truite à dextre et d'un menhir à senestre, le tout d'argent, et à une façade d'église (du lieu) d'or, ouverte de tenné et surmontée d'un clocher de sable, brochant sur la burelle. |
| Blason de Méréglise | Détails | Création JF Binon. Adopté le 22 avril 2022. |